# La Maravillosa Orquesta del Alcohol
 (juin 2023).
La Maravillosa Orquesta del Alcohol est un groupe espagnol aux rythmes folk, blues, rock 'n' roll et punk, originaire de Burgos. Ils sont souvent connus sous l'acronyme du nom du groupe, La MODA, stylisé La M.O.D.A..
Le groupe est formé en 2011, et ses membres sont Álvar de Pablo (saxophone, clarinette et chœurs), Caleb Melguizo (batterie et percussion), Joselito Maravillas alias « El Reverendo del blues » (accordéon et chœurs), Jorge Juan Mariscal (basse), David Ruiz (chant et guitare), Jacobo Naya (claviers, percussions, banjo et guitare) et Nacho Mur (guitare et mandoline).
La MODA compose des chansons et se produit au niveau national et international dans des festivals, ouvrant pour des groupes et artistes internationaux tels que Dropkick Murphys et Frank Turner.

## Histoire

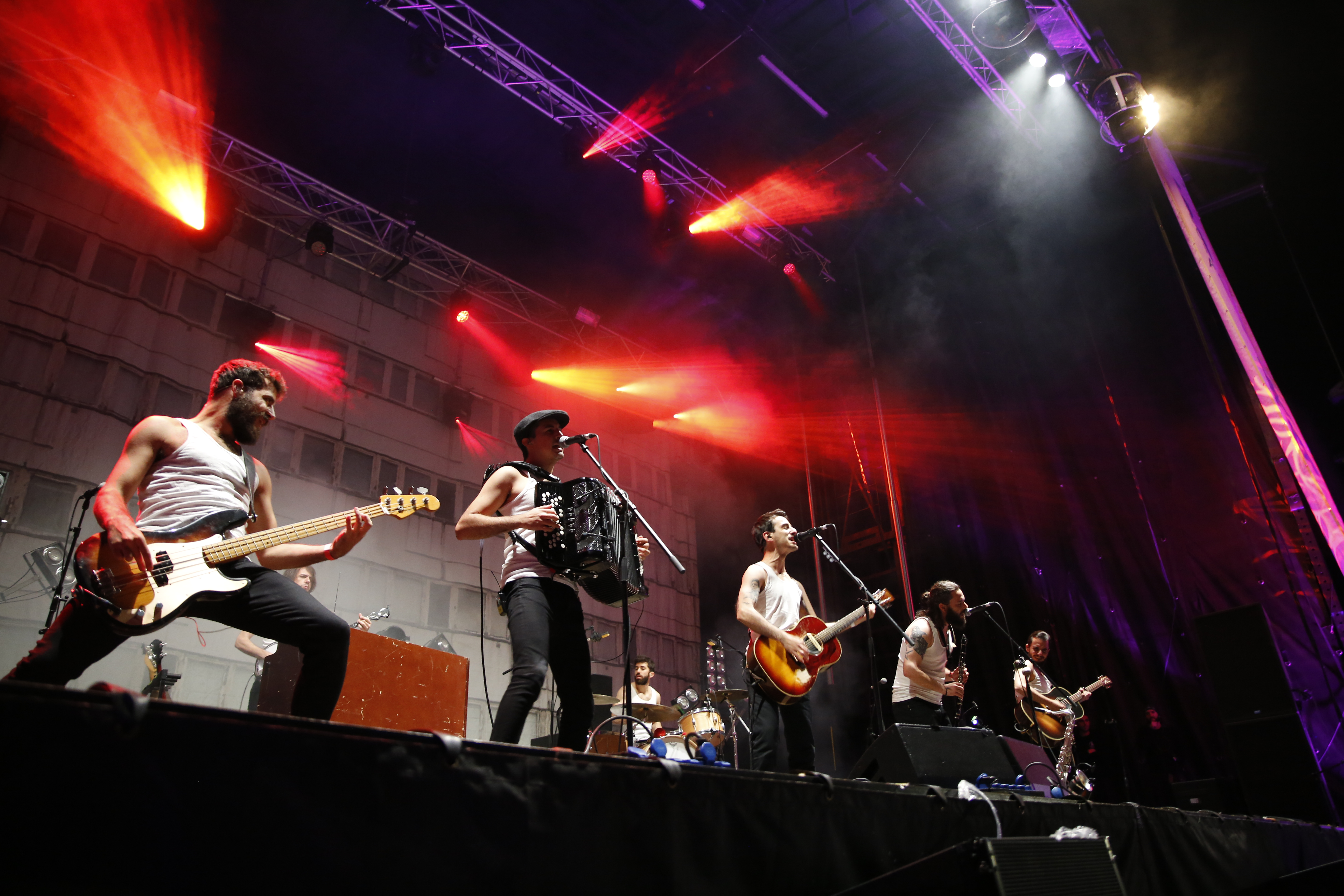
Pendant le festival Palencia Sonora de 2018.

La Maravillosa Orquesta del Alcohol est formée en mars 2011, de manière spontanée, après que David Ruiz ait vécu quelque temps à Dublin, où il a été profondément influencé par la musique locale jouée dans les rues et les pubs. Au retour de leur voyage, le son de La MODA se forge en incorporant au groupe des instruments joués par des amis ou des connaissances. 
Leurs débuts musicaux se font avec l'EP No Easy Road, sorti en décembre 2011, composé de six chansons. Un an plus tard, ils sortent leur deuxième album intitulé The Shape of Folk to Come un clin d'œil à Ornette Coleman, et au groupe Refused et à leur album The Shape of Punk to Come. Cet EP est composé de huit nouvelles chansons et comprend également leur première œuvre. En 2012, le magazine musical indépendant Mondosonoro sélectionne The Shape of Folk to Come/No Easy Road comme quatrième meilleur album folk national, le premier si l'on prend en compte les œuvres autoproduites. En 2013, ils ont été finalistes des Premios de la Música Independiente, dans la catégorie « meilleur album de musique du monde ».
La MODA participe à la 35e édition des Villa de Madrid Rock Awards, où elle figurait parmi les cinq groupes finalistes. Après plus de 600 concerts derrière lui, le groupe sort à l'automne 2013 son premier album studio ¿Quién nos va a salvar?, sous le label Mús Records, avec le producteur Diego Galaz et l'ingénieur Kaki Arkarazo (Los Coronas, Vetusta Morla, Loquillo) aux manettes. Nómadas est le premier single de leur nouvel album. La Maravillosa Orquesta del Alcohol est aussi finaliste de la 6e édition des Premios de la Música Independiente dans la catégorie « chanson de l'année » avec la chanson Nómadas.
En février 2015, leur deuxième album (auto-édité), dix chansons chantées en espagnol, est publié. Il s'intitule La Primavera del invierno. Enregistré à Garate Estudios et produit et mixé par Santi García (Standstill, The New Raemon, Toundra), qui était chargé de l'enregistrement avec Kaki Arkarazo. L'album a été masterisé par Víctor García (Ultramarinos Costa Brava) et Diego Galaz a été l'arrangeur. Au printemps 2016, le groupe sort un EP intitulé Ojalá, qui comprend une version du classique du même nom de Silvio Rodríguez et trois chansons de leur dernier album, La Primavera del invierno, revisitées avec la collaboration de musiciens invités tels que Diego Galaz, Jorge Arribas et Joaquín Gil. La même année, le chanteur et compositeur du groupe David Ruiz sort un recueil de poèmes intitulé Nubes Negras,.
En juin 2017, Adán Ruiz Román quitte le groupe pour poursuivre d'autres projets.
Au cours de leur brève carrière, La MODA est constitué une solide base de fans grâce à une éthique de travail qui peut se résumer en trois mots : passion, honnêteté et route. Derrière eux, une poignée d'EP, deux albums studio et un album live, ainsi que de nombreuses tournées, des performances dans les principaux festivals du pays et des apparitions à Dublin, Londres, au Mexique, en France et en Italie. Après une année loin de la scène, en 2017, le septuor réapparaît avec un nouvel LP intitulé Salvavida (de las balas perdidas).
En septembre 2018, ils annoncent la sortie d'un autre album, intitulé Ni un minuto más et sortent un single intitulé Altamira. L'année suivante, entre les mois de mai et juin, ils sortent les titres Colectivo nostalgia et La Zona galáctica, sous la production de Raúl Refree.
En mai 2021, MODA est annoncé pour la bande originale de la Vuelta Ciclista a España 2021, plus précisément, 1932.

## Discographie

### Albums studio
- 2013 : ¿Quién nos va a salvar?
- 2015 : La Primavera del Invierno
- 2016 : Todavía no ha salido la Luna (En Directo)
- 2017 : Salvavida (de las balas perdidas)
- 2018 : Ni un minuto más
- 2019 : &
- 2020 : Ninguna Ola
- 2021 : Nuevo Cancionero Burgalés[16]

### EP
- 2011  : No Easy Road
- 2012  : The Shape of Folk To Come/No Easy Road
- 2016  : Ojalá
- 2018  : 7:47 (Ni un minuto más)